# Саїд Мартінес
Ектор Саїд Мартінес Сорто (ісп. Héctor Said Martínez Sorto, нар. 7 серпня 1991) — гондураський футбольний арбітр,  арбітр ФІФА з 2017 року.. Він також є одним із арбітрів чемпіонату Гондурасу.

## Біографія
Саїд Мартінес народився в Токоа 7 серпня 1991 року. З десяти років він мріяв стати арбітром за прикладом свого батька і вирішив стати арбітром. Він був наймолодшим, хто дебютував у футбольних матчах у чемпіонату Гондурасу у віці лише 18 років.
Маючи багато надій у своєму професійному житті, він вирішив переїхати до Тегусігальпи через відсутність можливостей у Токоа. Він вступив до Національного педагогічного університету Франциско Моразана, де навчався за спеціальністю математика.

### Суддівська кар'єра
У 2017 році Мартінес став міжнародним арбітром ФІФА та КОНКАКАФ. Він судив Золотий кубок КОНКАКАФ 2019 у США, Коста-Риці та Ямайці, Молодіжний чемпіонат КОНКАКАФ U-20 і Чемпіонат світу з футболу U-20 2019 року у Польщі.
На наступному Золотому кубку КОНКАКАФ 2021 року Мартінес судив три матчі, в тому числі фінал між Сполученими Штатами та Мексикою.
У 2022 році обраний арбітром на чемпіонат світу 2022 року у Катарі.